# Gasificatie

Schema van een vergasser

Gasificatie (meestal vergassing genoemd) is het chemische proces waarbij een materiaal bij hoge temperatuur (1.300 tot 1.500 °C) wordt omgezet in een mengsel van voornamelijk koolmonoxide (CO) en waterstof (H2). Het aldus ontstane gasmengsel wordt ook synthesegas of stadsgas genoemd. De hoge temperatuur wordt bereikt door gedeeltelijke oxidatie van het materiaal met afgepaste hoeveelheden stoom, lucht en/of zuurstof. Het synthesegas kent verschillende toepassingen. Zo wordt op basis van synthesegas waterstof geproduceerd, maar ook methanol en Fischer-Tropschbrandstoffen. Door toevoeging van meer of minder stoom kan men de verhouding tussen waterstof en koolmonoxide regelen, afhankelijk van wat nodig is voor de toepassing.
Uitgangsmateriaal zijn over het algemeen koolwaterstoffen, zoals steenkool (zie ook Kolenvergassing), biomassa (onder meer kippenmest) en aardgas. Nederland loopt in het onderzoek naar vergassing internationaal voorop. Shell is internationaal toonaangevend. Het Energieonderzoek Centrum Nederland richt zich met name op vergassing van biomassa. Een voorbeeld van de toepassing in de praktijk is de Willem-Alexander Centrale te Buggenum in Limburg. De Willem-Alexander Centrale was eerder bekend onder de projectnaam "Demkolec", dat stond voor "Demonstratie Kolenvergassing voor Elektriciteitsopwekking".
De meeste vergassers werken met hoge temperaturen (1.300 tot 1.500 °C) en gebruiken kolen van relatief hoge kwaliteit. Bij deze temperaturen smelt een deel van de assen en verontreinigingen met slakvorming tot gevolg. De slakken vervuilen de installatie en beschadigen onder meer de hittewerende bekleding van de reactor, zodat herstel of vervanging ongeveer elke vijf jaar noodzakelijk is. Doordat de restproducten deels smelten lenen hogetemperatuurvergassers zich niet voor kolen van lage kwaliteit of bruinkool, omdat deze te veel assen opleveren. Bruinkool is echter wel in ruime mate beschikbaar en goedkoop. De goedkope brandstoffen staan onder meer vanwege de aanzienlijke hoeveelheid vrijkomend CO2 als milieu-onvriendelijk te boek. In Amerika is daarom o.a. door Southern Company een alternatieve vergassingstechnologie, TRIG-technologie (Transport Integrated Gasification) ontwikkeld speciaal geschikt voor bruinkool. Dit procedé werkt bij een temperatuur van 980 °C waardoor er veel minder slakken ontstaan.  

## Chemische processen
De volgende chemische processen zorgen voor de productie van synthesegas uit steenkool:
C + O2 → CO2
CO2 + C → 2 CO
C + H2O → CO + H2